# ヤウンペを探せ!
『ヤウンペを探せ!』は、2019年制作の日本のコメディ映画。

## あらすじ
大学の映画研究会の仲間だったキンヤ、ジュンペイ、タロウ、アッキーは20年後、キンヤは売れない俳優、ジュンペイはさえない中華レストランの店長、タロウは教員試験を万年浪人中、アッキーはラブホのオーナーとして、皆うだつの上がらない毎日を送っていた。
そんなある日、4人は学生時代の行きつけの焼き肉屋で、20年前に作った自主映画にヒロイン役で出演してもらった美里と再会する。すると彼女は、「今の私には“ヤウンペ”が必要で、今一番欲しいもの」だと話す。4人は彼女の願いを叶えるため、彼女のハートを射止めるため、“ヤウンペ”探しに奔走する。

## キャスト
- キンヤ：池内博之
- ジュンペイ：宮川大輔
- タロウ：池田鉄洋
- アッキー：松尾諭
- 美里：蓮佛美沙子
- サスケ：赤楚衛二
- 山本冴子：門脇佳奈子
- 鈴木：村松利史
- 次郎太：栗原類
- ヤウンペーレパット・ノットチャイヤ：川畑和雄
- MC：渡部陽一
- ソンモ
- 若いタロウ：永嶋柊吾
- 若い美里：ついひじ杏奈
- 若いサスケ：大江駿輔
- 絶世の美女：川島海荷（友情出演）
- ホステス・ジャスミン：桜井ユキ
- 神林：榊英雄
- オヤジ：桂三度